# Parlamentswahlen in Italien 1953
- PCI: 143
- PSI: 75
- PSDI: 19
- PRI: 5
- SVP: 3
- DC: 263
- PLI: 13
- PNM: 40
- MSI: 29

Die Parlamentswahlen von 1953, die am 7. Juni stattfanden, waren die dritten nach Ende des Faschismus in Italien und nach Einführung des gleichen Frauen- und Männerwahlrechts. Über 30 Millionen Italiener waren wahlberechtigt. Beide Kammern des Parlaments – Camera dei deputati und Senat – wurden neu gewählt.

## Hintergrund
Im Zuge des Kalten Krieges löste sich 1947 die antifaschistische Einheitsfront aus Christdemokraten, Kommunisten, Sozialisten und linken Liberalen (PdA, PRI) auf parlamentarischer nationaler Ebene auf. Der amtierende Ministerpräsident Alcide De Gasperi bildete eine Zentrumsregierung (DC, PSDI, PLI, PRI), die durch die Wahlen von 1948 bestätigt wurde. Nachdem Sozialisten und Kommunisten die Regierung verlassen hatten, bildeten sie für 1948 eine gemeinsame Wahlallianz, die Fronte Democratico Popolare (FDP, aus der der rechte Flügel der Sozialisten ausschied und sich als Sozialdemokratische Partei neu konstituierte). Für 1953 bildeten Kommunisten und Sozialisten keine gemeinsame Wahlallianz mehr, wohl wurde aber ein formelles Bündnis aufrechterhalten. Der Regierung de Gasperi gelang die Einbindung in den westlichen Block unter Führung der USA. Dadurch konnten Gelder aus dem Marshall-Plan angefordert werden; diese und staatliche Investitionen trugen zu einem Wirtschaftsaufschwung (miracolo economico) bei, der bis Ende der 1960er Jahre anhielt und Italien zu einer wohlhabenden Industrienation machte. Auch im armen Süditalien verbesserte sich die wirtschaftliche Lage durch eine – wenn auch zögerliche – Landreform, die die Situation der Kleinbauern und Pächter entspannte und weitere soziale Unruhen verhinderte.
Für 1953 versuchte de Gasperi ein Wahlgesetz durchzusetzen, das dem Mussolinis von 1924 ähnelte: Sollte eine Partei die absolute Mehrheit der Sitze erzielen, fiel ihr gleich eine Zweidrittelmehrheit zu. Von seinen politischen Gegnern wurde dieses heftig kritisiert und als legge truffa (Betrugsgesetz) bezeichnet.
Die Wahlen brachten, wohl auch wegen der Unzufriedenheit vieler über die Pläne für das Wahlgesetz, Verluste der Christdemokraten, die die absolute Mehrheit der Mandate verloren, sowie Gewinne für die linken Parteien und die extreme Rechte. Wenige Monate nach der Wahl trat de Gasperi zurück und Giuseppe Pella wurde sein Nachfolger. Die folgende Legislaturperiode war durch große Instabilität gekennzeichnet; insgesamt folgten sechs Kabinette aufeinander.

## Ergebnisse

### Camera dei deputati
| Listen                   | Listen                                  | Stimmen    | %    | Mandate |
| ------------------------ | --------------------------------------- | ---------- | ---- | ------- |
|                          | Democrazia Cristiana                    | 10.862.073 | 40,1 | 263     |
|                          | Partito Comunista Italiano              | 6.120.809  | 22,6 | 143     |
|                          | Partito Socialista Italiano             | 3.441.014  | 12,7 | 75      |
|                          | Partito Nazionale Monarchico            | 1.854.850  | 6,8  | 40      |
|                          | Movimento Sociale Italiano              | 1.582.154  | 5,8  | 29      |
|                          | Partito Socialista Democratico Italiano | 1.222.957  | 4,5  | 19      |
|                          | Partito Liberale Italiano               | 815.929    | 3,0  | 13      |
|                          | Partito Repubblicano Italiano           | 438.149    | 1,6  | 5       |
|                          | Unione Socialista Indipendente          | 225.409    | 0,8  | –       |
|                          | Unità Popolare                          | 171.099    | 0,6  | –       |
|                          | Südtiroler Volkspartei                  | 122.474    | 0,5  | 3       |
|                          | Alleanza Democratica Nazionale          | 120.685    | 0,4  | –       |
|                          | Partito Sardo d’Azione                  | 27.231     | 0,1  | –       |
|                          | Sonstige                                | 82.868     | 0,3  | –       |
| Gesamt                   | Gesamt                                  | 27.087.701 | 100  | 590     |
|                          |                                         |            |      |         |
| Ungültige Stimmen        | Ungültige Stimmen                       | 1.318.778  | 4,6  |         |
| Wähler                   | Wähler                                  | 28.406.479 | 93,8 |         |
| Wahlberechtigte          | Wahlberechtigte                         | 30.272.236 |      |         |
|                          |                                         |            |      |         |
| Quelle: Innenministerium |                                         |            |      |         |

### Senato della Repubblica
| Listen                   | Listen                                  | Stimmen    | %    | Mandate |
| ------------------------ | --------------------------------------- | ---------- | ---- | ------- |
|                          | Democrazia Cristiana                    | 9.660.210  | 39,8 | 112     |
|                          | Partito Comunista Italiano              | 4.910.077  | 20,2 | 51      |
|                          | Partito Socialista Italiano             | 2.891.605  | 11,9 | 26      |
|                          | Partito Nazionale Monarchico            | 1.581.128  | 6,5  | 14      |
|                          | Movimento Sociale Italiano              | 1.473.645  | 6,1  | 9       |
|                          | Partito Socialista Democratico Italiano | 1.046.301  | 4,3  | 4       |
|                          | Partito Liberale Italiano               | 695.816    | 2,9  | 3       |
|                          | Partito Repubblicano Italiano           | 261.713    | 1,1  | –       |
|                          | Unità Popolare                          | 172.545    | 0,7  | –       |
|                          | Alleanza Democratica Nazionale          | 165.845    | 0,7  | 1       |
|                          | Südtiroler Volkspartei                  | 107.139    | 0,4  | 2       |
|                          | Sonstige                                | 1.330.253  | 5,5  | 15      |
| Gesamt                   | Gesamt                                  | 24.296.277 | 100  | 237     |
|                          |                                         |            |      |         |
| Ungültige Stimmen        | Ungültige Stimmen                       | 1.186.924  | 4,7  |         |
| Wähler                   | Wähler                                  | 25.483.201 | 93,8 |         |
| Wahlberechtigte          | Wahlberechtigte                         | 27.172.871 |      |         |
|                          |                                         |            |      |         |
| Quelle: Innenministerium |                                         |            |      |         |